# Бараново (Шимский район)
Бараново — деревня в Шимском районе Новгородской области в составе Подгощского сельского поселения.

## География
Находится в западной части Новгородской области на расстоянии приблизительно 6 км на юг-юго-восток по прямой от районного центра поселка Шимск.

## История
На карте 1847 года уже была обозначена как поселение с 21 двором. В 1909 году здесь (деревня Старорусского уезда Новгородской губернии) было учтено 24 двора

## Население
Численность населения: 132 человека (1909 год), 11 (русские 100 %) в 2002 году, 6 в 2010.